# Idaea camparia
Idaea camparia là một loài bướm đêm trong họ Geometridae.